# Советское (Республика Алтай)
Советское — село в Чойском муниципальном районе Республике Алтай России, входит в Чойское сельское поселение.

## География
Село расположено к востоку от Горно-Алтайска, в долине реки Иши.

## Население
| 2010 | 2011 | 2012 | 2013 | 2014 | 2015 | 2016 |
| ---- | ---- | ---- | ---- | ---- | ---- | ---- |
| 108  | →108 | ↘97  | ↗111 | ↗112 | ↗114 | ↗116 |